# Cristopher Guajardo
Cristopher "Atleta" Guajardo (n. 7 de abril de 1988) es un destacado atleta chileno de alto rendimiento, representante Team Chile 🇨🇱 , Campeón Nacional y ganador en diversas carreras, pruebas del área de fondo en el país y conocido por haber sido el guía del medallista de Oro histórico paralímpico (Olímpico)Cristian Valenzuela Londres 2012 🇬🇧.
Polémica
El 24 de julio de 2015 una noticia remeció a la delegación chilena en Toronto. El maratonista Cristopher Guajardo, mismo que acompañó a Cristián Valenzuela en los Juegos Olímpicos de Londres 2012, arrojó una muestra adversa en un control realizado antes de competir en los Juegos Panamericanos.

## Carrera deportiva
A fines de 2010 asumió como guía del atleta paralímpico Cristian Valenzuela, a quien conoció por su entrenador, Ricardo Opazo. La primera participación de la dupla fue en el Campeonato Mundial de Atletismo 2011 de Christchurch, Nueva Zelanda, donde lograron el primer lugar en maratón, y el segundo lugar en los 10 mil metros, ambos en la categoría T-11.
En los Juegos Paralímpicos de 2012, Valenzuela y Guajardo participaron en las carreras de maratón, 1500 m —en la cual lograron el cuarto lugar— y en los 5000 m, donde obtuvieron la primera medalla de oro paralímpica para Chile.
En cuanto a su carrera individual, Guajardo participó en julio de 2013 en la Universiada de 2013. En marzo de 2014 compitió en los Juegos Suramericanos de 2014. Al año siguiente integró la delegación chilena en los Juegos Panamericanos de 2015, donde compitió en maratón. En dicha oportunidad se le realizó un control de dopaje, que arrojó «no negativo» por consumir un medicamento para la alergia.